# Body Electric
«Body Electric» — песня американской певицы и композитора Ланы Дель Рей, выпущенная 9 ноября 2012 года. Она вошла в мини-альбом «Paradise», а также в переиздание второго студийного альбома певицы «Born to Die» — «Born to Die: The Paradise Edition». Лирически песня ссылается на Иисуса, Элвиса Пресли, Мэрилин Монро и Уолта Уитмена.

## История создания
Песня Body Electric ссылается на Иисуса Христа, Элвиса Пресли, Мэрилин Монро и Уолт Уитмен, говорит об этом то, когда она поет, что, «Элвис-мой отец, Мэрилин-это моя мать, Иисус-мой лучший друг». В припеве, она намекает на то, что Уитмен зовет отца, и поет «I sing the body electric», в отношении стихотворение того же имени, «I Sing the Body Electric». Ранее Лана Дель Рей уже цитировала Уитмена, как вдохновение и инструмент для его создания. Сингл написан и записан в 2012 году, авторами являются Элизабет Грант и Рик Ноуэлс, а продюсером стал Дэн Хит. Сингл более всего прославился как саундтрек к короткометражному фильму Ланы «Tropico» (рус. Тропики). Фильм снят в июне 2013 году, а премьера состоялась в Голливуде 4 декабря 2013 года. Фильм и сингл получили хорошие отзывы критиков, похвалив Лану Дель Рей за сильный альбом саундтреков к фильму и за сам фильм.

## Чартография

### Позиции в чартах
| Чарт (2012)                        | Высочайшая позиция |
| ---------------------------------- | ------------------ |
| Франция (SNEP)                     | 103                |
| Великобритания (UK Singles Charts) | 160                |